# Первый Май (Башкортостан)
Пе́рвый Май (баш. Беренсе Май) — деревня в Учалинском районе Башкортостана России, которая относится к Сафаровскому сельсовету.

## География
Расстояние до:
- районного центра (Учалы): 33 км,
- центра сельсовета (Сафарово): 9 км.

## Население
| 2002 | 2009 | 2010 |
| ---- | ---- | ---- |
| 228  | ↘225 | ↘184 |

Национальный состав
Согласно переписи 2002 года преобладающая национальность — русские (81 %).